# Faro de San Venerio
El Faro de San Venerio (en italiano: Faro di San Venerio) es un faro situado en la isla de Tino, en la región de Liguria, Italia, señalizando uno de los extremos del Golfo de la Spezia. La isla de Tino está declarada Patrimonio de la Humanidad y además es también una zona militar por lo que el acceso está prohibido salvo el 13 de septiembre, festividad de San Venerio, patrono del Golfo de la Spezia y de los fareros de Italia.

## Historia

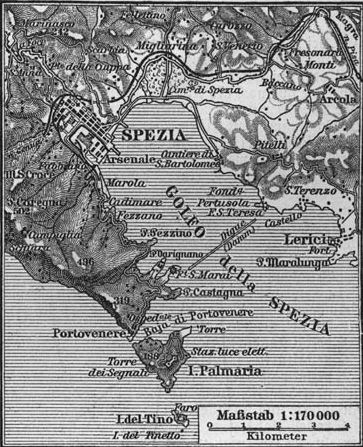
Plano del Golfo de la Spezia. La isla de Tino está en uno de los extremos del golfo, en el centro del lado inferior de la imagen.

Su construcción comenzó en el año 1839, ordenada por el rey de Piamonte-Cerdeña Carlos Alberto de Saboya, y desde 1840 señaliza la entrada del Golfo de la Spezia, parte del Mar de Liguria, cubriendo el sector que limita al noroeste con la Linterna de Génova y al sur con el faro de Livorno. En un principio estaba alimentado por aceite vegetal y posteriormente con carbón. Es un ejemplo de construcción fortificada neoclásica, aunque ha sufrido diversas modificaciones a lo largo del tiempo. 
En 1884 se construyó otra torre, más alta que la original, en cuya cumbre fueron colocadas lentes ópticas y lámparas de incandescencia, alimentadas eléctricamente por dos máquinas a vapor. Como este sistema daba poca potencia al haz de luz que emitía, en 1912 fue sustituido por uno de petróleo. Posteriormente el faro fue electrificado y en 1985 completamente automatizado.
El faro está gestionado por el Comando di Zona Fari de la Armada Italiana, con sede en La Spezia, con competencias sobre todos los faros del mar Tirreno septentrional. La Armada Italiana se ocupa de la gestión de todos los faros de las costas italianas desde 1910.

## Características
El faro emite una luz blanca en grupos de tres destellos cada 15 segundos con un alcance nominal nocturno de 25 millas náuticas. Asimismo posee un sistema de luz de reserva con un alcance de 18 millas náuticas.